# 平田忠則
平田 忠則（ひらた ただのり、1976年11月13日 - ）は、福岡県出身の競艇選手。
登録番号3898。身長166cm。血液型A型。80期。福岡支部所属。福岡市立吉塚中学校卒業。福岡市立博多工業高等学校自動車工学科卒。久留米工業大学中退。ニックネームは「ヒラチュウ」。
ペラグループは「げってんかい」所属。

## 来歴
- いとこに憧れ車の整備士になりたいと思い、福岡市立博多工業高等学校では自動車工学科で車を学ぶ。以後、久留米工業大学に進学。そこでも、車関係の勉強を専攻する。
- 大学生の時に、知人に連れて行かれた福岡競艇場で、競艇選手募集のポスターを見て、整備も出来て早い乗り物に乗れるという魅力的な仕事に興味を持つ。大学を中退し、本栖研修所（後のやまと学校、現・ボートレーサー養成所）を受験し一発合格する。80期生として同所に入所。1997年4月、第80期本栖研修所卒業。トップの成績で表彰され、卒業。同年4月に福岡競艇場でデビュー。デビュー戦一戦目から1着を取る。
- 平成12年度、最優秀新人賞に輝く。
- 順調なスタートにもかかわらず、選手生活1年を迎える頃、福岡競艇場にて転覆（英語版）。左手に大怪我を負い、福岡市中央区天神にある、医）溝口外科整形外科病院 で5時間近い大手術を受ける。全治半年、復帰2年と言われたが、わずか半年で復帰を果たす。復帰戦もデビューと同じ福岡競艇場を希望し、復帰戦も白星で飾る。
- 2004年、通信機器の持込違反を理由に1年の出場停止処分を受ける。（復帰戦は若松競艇場。）
- 一般戦のみならず、G1戦での優勝も有り。
- 80期生で初めてのSG出場者。
- 母校福岡市立博多工業高等学校で進路目的のために講演会を務めたり、数多くの地元のイベントに参加している。
- 2012年、4月に通算1000勝を果たす。
- 東日本大震災の復興支援金集めを目的とするレーシングカートチャリティーを主催。今や全国から人が集まり、一般の人だけでなく、競艇選手、競輪選手、競馬騎手らが集まり、100人近い人が集まっている。

## 人物
- 幼少期はプロ野球選手になりたかったほどの野球ファンで、社会人野球チームに所属した。福岡ソフトバンクホークスのファンであり、福岡ドームに何度も足を運ぶほどであった。高校時代から、博多区にある総合病院の野球部員の一員である。
- 大の車好き。メルセデス・ベンツやポルシェ、シボレー・コルベットなど外国車から、トヨタ・ヴェルファイア、日産・スカイラインGT-Rなど国産車まで所持経験あり。現在はフェラーリを所持している。
- 普通自動車免許、大型自動二輪車、牽引自動車免許、大型第二種運転免許を取得。仕事柄、船舶4級免許も取得している。
- 同期では白井英治、鎌田義、重成一人、吉田弘文らがいる。